# Wim de Bois
Cornelis Hendrik Willem (Wim) de Bois (Steenwijk, 19 juni 1896 – Oldenzaal, 1 augustus 1975) was een Nederlands voetballer en voetbalcoach.
Zijn spelersloopbaan omvatte twaalf seizoenen bij de Amsterdamse club Ajax waar hij naast het voetbal ook actief was in het cricket en bestuurslid was. Met de club werd hij in het seizoen 1930/31 landskampioen van Nederland. Na zijn actieve carrière werd hij voetbaltrainer, en behaalde in 1934 als derde in Nederland het diploma voor oefenmeester. Hij trainde vervolgens Hermes DVS, Sportclub Enschede en D.F.C.
Hij kreeg in de zomerperiode van 1948 'speciaal verlof' van D.F.C. om het Surinaams elftal te trainen. De uitlening was tot stand gekomen door bemiddeling van de KNVB. Vervolgens werd hij trainer bij het Utrechtse DOS, RBC, Go Ahead en Veendam. Met die laatste club promoveerde hij in het seizoen 1958/59 naar de Eerste divisie. Aan het eind van het seizoen verliet hij de club vanwege financiële redenen en stapte over naar Oldenzaal. Hij was hier vier jaar trainer en maakte de teruggang naar de amateurs mee. 
Wegens ziekte van Tinus van der Pijl werd de 67-jarige oefenmeester in het seizoen 1963/64 door GVAV gevraagd om een aantal weken de honneurs waar te nemen. Kort na zijn start liet hij weten dat de zelfdiscipline van sommige spelers wel beter zou kunnen.  Na deze interim periode ging hij in het lopende seizoen aan de slag bij Quick '20  waarmee hij kampioen werd van de Oostelijke Eerste Klasse Amateurs. Aan het einde van het tweede seizoen kreeg hij te horen dat hij vanwege zijn leeftijd de club moest verlaten.  Hij was 67 jaar. 
De Bois was zestien jaar voorzitter van de Vereniging van Voetbaloefenmeesters (1948–1962) waarvan hij tot erevoorzitter benoemd werd. Hij kreeg van de KNVB de zilveren bondsspeld. De Bois overleed op 1 augustus 1975 na een fataal auto-ongeluk.

## Erelijst

### AFC Ajax
| Nationaal     |    |         |
| Landskampioen | 1x | 1930/31 |